# Thalassodes leucoceraea
Thalassodes leucoceraea är en fjärilsart som beskrevs av Louis Beethoven Prout 1925. Thalassodes leucoceraea ingår i släktet Thalassodes och familjen mätare. Inga underarter finns listade i Catalogue of Life.